# Saturn (album)
Saturn è il secondo album in studio dell'artista R&B britannica Nao, pubblicato il 26 ottobre 2018 tramite Little Tokyo Recordings e RCA Records. È stato supportato dai singoli Another Lifetime e Make It Out Alive . Anche If You Ever è stato pubblicato prima dell'album in una versione con la partecipazione del cantante americano 6lack, ma lui non è presente nella versione dell'album. Nao ha fatto la tournée a sostegno dell'album tra la fine del 2018 e l'inizio del 2019. Saturn ha ricevuto la nomination per Album of the Year al Mercury Prize nel 2019 e Best Urban Contemporary Album ai 62esimi Grammy Awards nel 2020.
Sfondo
Nao ha intitolato l'album dopo che i suoi amici le hanno parlato del concetto astrologico del ritorno di Saturno, quando il pianeta Saturno ritorna nello stesso posto nel cielo in cui era quando è nata una persona. Solitamente ciò richiede 29 anni, ma l'"influenza" segnalata può iniziare all'età di 27 anni. Nao ha detto: "È come svegliarsi e diventare maggiorenne, come: 'Ho superato i vent'anni e cosa ho fatto in questa relazione?' Che cosa ho fatto in questo lavoro?' Inizi a ripensare tutto: cose vecchie che i tuoi genitori ti hanno insegnato o idee in cui credevi. È come un completo cambio di pelle e può essere doloroso."

## Tracce
1. Another Lifetime – 3:29 (Neo Jessica JoshuaDaniel Traynor, Ajay Bhattacharya)
2. Make It Out Alive (featuring SiR) – 3:59 (Joshua, Traynor, Clarence Coffee Jr., Sir Darryl Farris)
3. If You Ever – 3:39 (Joshua, Alexander Crossan, Coffee Jr.)
4. When Saturn Returns (Interlude) – 0:59 (George Moore)
5. Saturn (featuring Kwabs) – 4:50 (Joshua, Traynor, Rowan Perkins, Ashton Simmonds)
6. Gabriel – 3:50 (Joshua, Traynor, Joseph Price, James Luke Wood)
7. Orbit – 3:53 (Joshua, Traynor, James Ryan Ho)
8. Love Supreme – 4:15 (Joshua, Traynor, Wood, Perkins)
9. Curiosity – 3:35 (Joshua, Traynor, Alexandra Yatchenko Richard Muhammad, Henry Allen, Yvette Riby-Williams)
10. Drive and Disconnect – 3:30 (Joshua, Traynor, Bhattacharya, Jeff Gite, lman, Sarah Aarons)
11. Don't Change – 3:28 (Joshua, Traynor, Bhattacharya)
12. Yellow of the Sun – 3:51 (Joshua, Traynor, Joel Little)
13. A Life Like This – 3:37 (Joshua, Perkins, Francis White)